# Verordnung über die Berufliche Grundbildung
Die Schweizer Verordnung über die Berufliche Grundbildung (BiVo) formuliert die Handlungs-Kompetenzen, über die ein Lernender zur Ausübung seines Berufs  verfügen muss. Sie wird auch Bildungsverordnung genannt. Es gibt für jeden Beruf eine Bildungsverordnung, respektive ein Berufsreglement. Die Verordnungen und Reglemente sind im SBFI Berufsverzeichnis für jeden Beruf aufgelistet.
Die Bildungsverordnung fokussiert nur auf die berufskundliche Ausbildung. Die Allgemeinbildung ist im Rahmenlehrplan Allgemeinbildung geregelt. Der Berufskundliche Teil der Lehrabschlussprüfung wird direkt aus der jeweiligen berufsspezifischen Bildungsverordnung, respektive dem Berufsreglement entwickelt.

## Gesetzliche Grundlage der Bildungsverordnung und Vollzug
Die Bildungsverordnung wird von einem Departement des Bundes, dem Bundesamt für Berufsbildung und Technologie erlassen. Die rechtliche Grundlage für Bildungsverordnungen ist das Bundesgesetz über die Berufsbildung (BBG).
Der Vollzug der Bildungsverordnung obliegt im Wesentlichen den Kantonen. Die Kantone erlassen für den Vollzug kantonale Gesetze und Verordnungen. Vollzugsstelle bei den Kantonen sind die Berufsbildungsämter.

## Unterschied zwischen Bildungsverordnung und Berufsreglement
Alle Bildungsverordnungen basieren auf dem neuen Berufsbildungsgesetz BBG, welches seit dem 1. Januar 2004 in Kraft getreten ist. Vor 2004 wurden Berufskompetenzen in so genannten Berufsreglementen geregelt. Diese Reglemente basierten vorwiegend auf dem Bundesgesetz vom 19. April 1978 über die Berufsbildung.
In einer fünfjährigen Umsetzungsphase müssen gemäss Art. 73 BBG sämtliche Berufsreglemente revidiert werden. Die heute gültigen Reglemente bleiben in Kraft, bis sie durch eine entsprechende Neuregelung abgelöst sind.
Die Reform der einzelnen beruflichen Grundbildungen wird 2009 nicht wie vorgesehen abgeschlossen sein. Grund hierfür ist fehlende personelle Ressource.
| Berufsreglemente                                             | Verordnungen über die berufliche Grundbildung (Bildungsverordnung)                                  |
| ------------------------------------------------------------ | --------------------------------------------------------------------------------------------------- |
| vor 2004 datiert                                             | nach 2004 datiert                                                                                   |
| basierten vorwiegend auf dem Bundesgesetz vom 19. April 1978 | Basieren auf dem Berufsbildungsgesetz vom 13. Dezember 2002                                         |
| Lernzielorientierung                                         | Kompetenzorientierung                                                                               |
| Bildungsplan ist im gesamten Reglement integriert            | Bildungsplan ist nicht mehr Bestandteil, sondern nur noch Kapitel Vorteil: flexibler für Änderungen |

## Aufbau und Struktur einer Bildungsverordnung
Eine Bildungsverordnung ist immer gleich gegliedert:
1. Abschnitt: Gegenstand und Dauer
2. Abschnitt: Ziele und Anforderungen
3. Abschnitt: Arbeitssicherheit, Gesundheitsschutz und Umweltschutz
4. Abschnitt: Anteile der Lernorte und Unterrichtssprache
5. Abschnitt: Bildungsplan und Allgemeinbildung
6. Abschnitt: Anforderungen an die Anbieter der Bildung im Lehrbetrieb
7. Abschnitt: Lern- und Leistungsdokumentation
8. Abschnitt: Qualifikationsverfahren
9. Abschnitt: Ausweise und Titel
10. Abschnitt: Zusammensetzung der jeweiligen Kommission für Berufsentwicklung
11. Abschnitt: Schlussbestimmungen

## Entstehung einer Bildungsverordnung
Im Durchschnitt dauert die Erstellung einer Verordnung über die berufliche Grundbildung von der Bildung der Projektorganisation bis zum Start der neu geregelten Ausbildung dreieinhalb Jahre.
Der Ablauf gliedert sich im Idealfall in folgende Hauptphasen:
- Phase 1:  Die Berufsverbände, auch Organisationen der Arbeitswelt (OdA) genannt, erarbeiten ein Reformkonzept in Zusammenarbeit mit dem SBFI. Die OdA beantragt beim SBFI ein Vor-Ticket
- Phase 2: Die neue Bildungsverordnung und der Bildungsplan werden in einem mehrmonatigen Kreativprozess erstellt.
- Phase 3:  Das SBFI erteilt das Ticket
- Phase 4:  Die neu erarbeitete Bildungsverordnung geht in die Vernehmlassung. Nach einer Bereinigung wird die Bildungsverordnung schliesslich vom SBFI erlassen.
- Phase 5:  Die OdA setzt die neue Bildungsverordnung in Zusammenarbeit mit den Kantonen um. Der Zeitraum für die Implementierung beträgt 12 Monate.

Das SBFI stellt mit dem Handbuch Verordnungen eine detaillierte Erklärung zum Ablauf zur Verfügung.
Neue oder abgeänderte Bildungsverordnungen können eine wesentliche Kostenfolge für die öffentliche Hand nach sich ziehen. Es gibt deshalb ein politisches Steuerungsorgan, die Schweizerische Berufsbildungsämter-Konferenz (SBBK), welche einen Masterplan Berufsbildung erstellt. Die Kommission der SBBK legt den Fahrplan fest, der bestimmt, wann welche Organisation der Arbeitswelt mit der Reform der Verordnung über die berufliche Grundbildung beginnen kann.